# Columbus Open 1979
Il Columbus Open 1979 è stato un torneo di tennis giocato sulla terra verde. È stata la 9ª edizione del Columbus Open, che fa parte del Colgate-Palmolive Grand Prix 1979. Si è giocato a Columbus negli USA, dal 6 al 12 agosto 1979.

## Campioni

### Singolare
Brian Gottfried ha battuto in finale  Eddie Dibbs con il punteggio di 6–3, 6–0

### Doppio
Brian Gottfried /  Robert Lutz hanno battuto in finale  Tim Gullikson /  Tom Gullikson con il punteggio di 4–6, 6–3, 7–6